# Бонелло, Генри
Генри Бонелло (мальт. Henry Bonello; 13 октября 1988, Пьета, Мальта) — мальтийский футболист, вратарь клуба «Хамрун Спартанс» и сборной Мальты.

## Биография

### Клубная карьера
Начинал свою профессиональную карьеру в команде «Слима Уондерерс». Дебютировал в её составе в сезоне 2006/07, сыграв два матча в чемпионате Мальты. В сезоне 2008/09 выиграл с клубом свой первый трофей — Кубок Мальты, причём финальный матч он начинал на скамейке запасных и появился на поле на 89-й минуте при счёте 1:3, заменив Саймона Аджиуса. В оставшиеся минуты в ворота Бонелло было забито два мяча и игра перешла в овертайм, а затем и в серию пенальти, в которой вратарь «Слимы Уондерерс» отбил два удара и принёс победу команде. Бонелло оставался в «Слиме» до 2014 года. В сезоне 2014/15 он на правах аренды выступал за клуб «Хибернианс», где являлся основным вратарём и выиграл с командой чемпионат страны. 
В 2015 году Бонелло присоединился к «Валлетте», с которой в сезоне 2015/16 он во второй раз за карьеру стал чемпионом Мальты. По ходу следующего сезона подписал контракт с клубом «Биркиркара», но в его составе провёл только полгода и летом 2017 года вернулся в «Валлетту».

### Карьера в сборной
Дебютировал за сборную Мальты 29 февраля 2012 года, отыграв первый тайм в товарищеском матче против сборной Лихтенштейна, и не пропустил голов. Затем некоторое время был вне обоймы сборной, а регулярно приглашаться в команду стал только с 2015 года.

## Достижения
«Слима Уондерерс»
- Обладатель Кубка Мальты: 2008/09

«Хибернианс»
- Чемпион Мальты: 2014/15

«Валлетта»
- Чемпион Мальты (3): 2015/16, 2017/18, 2018/19
- Обладатель Кубка Мальты: 2017/18
- Обладатель Суперкубка Мальты (2): 2016, 2018